# 法夸尔号护航驱逐舰
法夸尔号护航驱逐舰（英語：USS Farquhar，舷号：DE-139），是美国海军于第二次世界大战期间建造的一艘埃德索尔级护航驱逐舰，其舰名取自南北战争期间的诺曼·冯·黑尔德里希·法夸尔少将。
法夸尔号由少将的曾孙女S·B·加顿（S. B. Garton）小姐冠名，于1942年12月24日在德克萨斯州奥兰治联合钢铁厂铺设龙骨，随后于次年2月13日下水。1943年8月5日，法夸尔号正式服役，交由莱斯利·爱德华·罗森堡（Leslie Edward Rosenberg）少校指挥。

## 设计与装备
埃德索尔级护航驱逐舰的设计与巴克利级护航驱逐舰类似，均采用长船体并建有较高的舰桥。该级护航驱逐舰配备3英寸（76毫米）50倍径单装主炮，后续曾计划更换为5英寸（127毫米）38倍径主炮，但最终没有实际执行。该级护航驱逐舰由4台费尔班克斯-莫尔斯38D8-1/8-10内燃机提供动力，总功率最高可达6000匹马力，最高航速21节。其燃料舱可携带312吨重油，在12节航速下航程可达11000海里。此外，该级舰船还配备有较完善的侦查搜索系统，包括SL或SU水面雷达、SA对空雷达、QC声呐系统以及用于监听潜艇无线电的HF/DF天线。

## 服役历史
1943年10月3日，法夸尔号驶抵弗吉尼亚州诺福克，次日她即护送一批船队前往卡萨布兰卡。此后一段时间，她又护送2批船队前往北非，并在每次返航后先前往纽约进行检修，随后再驶往诺福克加入护航船队。1944年4月3日，她加入以科尔号护航航空母舰为核心的猎潜大队再次前往卡萨布兰卡，期间她们在航线附近展开猎潜巡逻。
6月9日，法夸尔号返回纽约，随后前往百慕大加入威克岛号护航航空母舰所在船队进行反潜训练。此后她再次护送船队前往卡萨布兰卡，船队返航期间，8月2日，其姊妹舰菲斯克号在搜寻先前发现的敌军目标时遭到鱼雷攻击沉没，法夸尔号迅速赶完现场并成功救起186名幸存者。她随后将这批船员送往纽芬兰阿真舍接受救治，并最终将他们带回波士顿。
9月，法夸尔号跟随米申湾号护航航空母舰所在猎潜大队前往南大西洋进行巡逻和护航任务，期间她先后到访巴西的巴伊亚州、法属西非的达喀尔、南非联邦的开普敦等地。9月30日，法夸尔号和队内的其他舰船一起在佛得角外海搜寻一艘她们追踪了6天的敌军潜艇，但最终仅发现一大片浮油而没有找到潜艇沉没的其他证据。
12月，法夸尔号在古巴外海训练期间救起了10名落水的巡逻轰炸机飞行员。1945年2月3日，她在佛罗里达水域为正在选拔飞行员的航母进行飞机指引时又救起了1名坠机的飞行员。2月，她跟随米申湾号护航航母所在大队返回关塔那摩湾训练，4月3日，她们被调往阿真舍，开始在北大西洋执行猎潜巡逻。5月6日清晨，法夸尔号在驶往纽约途中使用声呐探测到一艘距离很近的潜艇，5分钟后，她投下了13枚设定深度较浅的深水炸弹，此后舰队内的各艘舰船再未能侦测到这艘潜艇。战后评估认为这次攻击击沉了U-881号潜艇，这也使得法夸尔号成为二战大西洋战场最后一艘击沉敌军潜艇的美军舰船。
此后，法夸尔号先后前往波士顿和关塔那摩湾，为接下来她在太平洋的任务做准备。8月8日，法夸尔号抵达珍珠港，9月5日，她前往埃内韦塔克环礁执行护航任务。9月10日，她与海曼号驱逐舰一起前往波纳佩岛接受当地守军的投降，此后的数个月内，她都留守当地。1946年1月初，法夸尔号由夸贾林环礁返回美国东岸。6月14日，她在佛罗里达州格林科夫斯普林斯退役并加入美国海军预备舰队。1972年10月1日，法夸尔号自美国海军除籍并于1974年3月21日被出售拆解。

## 荣誉
法夸尔号在第二次世界大战中共获得1枚战斗之星，其服役期间所获荣誉如下：
|  |             |  |
|  | Bronze star |  |

| 战斗行动奖章 （追授） | 美国战役奖章 |

| 亚太战役奖章 | 欧洲-非洲-中东战役奖章 1枚战斗之星 | 第二次世界大战胜利奖章 |

## 历任舰长
| 姓名       | 译名                 | 军衔 | 所属军种       | 任职时间                   |
| ---------- | -------------------- | ---- | -------------- | -------------------------- |
|            | 莱斯利·爱德华·罗森堡 | 少校 | 美国海军预备役 | 1943年8月5日               |
|            | 德尔东·E·沃尔特      | 少校 | 美国海军预备役 | 1944年3月31日              |
|            | 威尔伯·托马斯·霍姆斯 | 少校 | 美国海军预备役 | 1946年1月2日               |
|            | 罗杰·E·范·德文特     | 中尉 | 美国海军预备役 | 1946年4月10日-1946年6月1日 |
| 参考文献： |                      |      |                |                            |